# La Ville-aux-Bois British Cemetery
 La Ville-aux-Bois British Cemetery is een Britse militaire begraafplaats met gesneuvelden uit de Eerste Wereldoorlog, gelegen in het Franse dorp La Ville-aux-Bois-lès-Pontavert in het departement Aisne. De begraafplaats werd ontworpen door Edwin Lutyens en ligt 1 km ten noordoosten van het dorpscentrum langs de weg van Reims naar Laon. Ze heeft een bijna rechthoekig grondplan met een oppervlakte van 1.700 m² en is omgeven door een lage natuurstenen muur met draadafsluiting, behalve aan de straatzijde waar een haag de begraafplaats begrensd. Het terrein ligt iets hoger dan het straatniveau en is te betreden via enkele traptreden en een open toegang, afgebakend door vier paaltjes. De Stone of Remembrance staat direct achter de toegang en het Cross of Sacrifice staat centraal tegen de achterste muur. Vooraan staan links en rechts een schuilhuisje in natuursteen en zadeldak. De begraafplaats wordt onderhouden door de Commonwealth War Graves Commission.
Er worden 566 doden herdacht waaronder 411 niet geïdentificeerde.

## Geschiedenis
Het dorp werd na hevige gevechten door Franse troepen veroverd in april 1917. 0p 27 mei 1918 werd de 50th Division tijdens de Slag bij de Aisne verdreven uit de hoogte achter het dorp. Hierbij werd het dorp volledig verwoest.
Voor hun grote moed en vechtlust tijdens deze strijd werden de 2nd Devons en de 5th Battery, 45th Brigade vereerd met het Croix de guerre en een granieten kruis op de hoofdweg van het dorp, vlak bij de plaats waar het bataljon nagenoeg vernietigd werd.
De begraafplaats werd na de wapenstilstand aangelegd door het verzamelen van geïsoleerde graven uit een groot gebied rond het dorp. Ook van enkele opgeruimde Duitse begraafplaatsen werden graven overgebracht: Pontavert German Cemetery en La Pecherie Farm German Cemetery in Pontavert, Sissonne German Cemetery in Sissonne, Notre-Dame-de-Liesse German Cemetery in Liesse-Notre-Dame, Prouvais Communal Cemetery German Extension in Prouvais en Bouvancourt French Military Cemetery in Bouvancourt. In 1920 werd nog een graf bijgezet.
Er liggen nu 564 Britten uit de Eerste Wereldoorlog begraven. Hiervan konden er 413 niet geïdentificeerd worden. Voor 4 Britten werden Special Memorials opgericht omdat hun graven niet meer gelokaliseerd konden worden en men neemt aan dat ze zich onder de naamloze graven bevinden. Voor nog 4 andere werden eveneens Special Memorials  opgericht omdat hun graven niet meer teruggevonden werden maar hier zeker begraven werden.
Voor 18 slachtoffers werd een Duhalow Block opgericht omdat zij oorspronkelijk op Duitse begraafplaatsen lagen maar  niet meer werden teruggevonden.
Er liggen ook 1 Nieuw-Zeelander en 1 Franse soldaat uit de Tweede Wereldoorlog begraven.

## Graven
- Meredith Lewis, luitenant bij de Royal Air Force, was een Amerikaan in Britse dienst. Hij sneuvelde op 15 juli 1918.

### Onderscheiden militairen
- Christopher Galbraith Buckle, luitenant-kolonel bij het Northamptonshire Regiment ontving de Distinguished Service Order (DSO) en het Military Cross (MC).
- Bertrand Dees Gibson, luitenant-kolonel bij de Northumberland Fusiliers ontving de Distinguished Service Order (DSO) en ook het Croix de Guerre met palmen.
- George Edward Boscawen, majoor bij de Royal Field Artillery ontving de Distinguished Service Order (DSO).
- James Robertson Grant Bathgate, vluchtofficier bij de Royal New Zealand Air Force werd onderscheiden met het Distinguished Flying Cross (DFC).
- Herbert Norman Constantine, kapitein bij het Yorkshire Regiment; Basil Conquest Pascoe, kapitein bij de Rifle Brigade en Corney West, luitenant bij de Durham Light Infantry werden onderscheiden met het Military Cross (MC).
- Robert Dickson, majoor bij de Durham Light Infantry en A. Steel, compagnie sergeant-majoor bij de Rifle Brigade werden onderscheiden met de Distinguished Conduct Medal (DCM).
- P. Finn, compagnie sergeant-majoor bij de Durham Light Infantry werd onderscheiden met de Distinguished Conduct Medal en de Military Medal (DCM, MM).
- de soldaten W. Sharp en Herbert George Lockwood (alias T.P. Randall) ontvingen de Military Medal (MM).

### Aliassen
- soldaat Herbert George Lockwood diende onder het alias T.P. Randall bij het East Yorkshire Regiment.
- soldaat Michael Tully diende onder het alias Michael Tulley bij de Durham Light Infantry.